# 奥托贝森管理研究院
奥托贝森管理研究院（WHU-Otto Beisheim School of Management），又译法伦达尔WHU管理学院（WHU Vallendar），是一所于1984年创建于德国科布伦茨附近的法伦达尔的私立商学院。校名中的 WHU 是德语“管理学术学院”的缩写。 德国WHU-奥拓贝森管理研究院是位于德国法伦达尔和杜塞尔多夫的著名商学院。学校的管理学硕士项目（Master in Management）在2014年Financial Times的全球管理学硕士排名中列第4位。